# Паулу Гралак
Паулу Сержіу Гралак (порт.-браз. Paulo Sérgio Gralak / пол. Paulo Sérgio Gralak; нар. 18 вересня 1969, Ребукаш, Парана, Бразилія) — бразильський футболіст польського походження, захисник.

## Життєпис
Футбольну кар'єру розпочав 1988 року в аматорському колективі «Віла-Фанні». Наступного року перейшов у «Пінейруш», який виступав у Серії B чемпіонату Бразилії. Наприкінці того ж року «Пінейруш» об'єднався з «Колораду» в один клуб, «Парана», в якому Паулу також грав. У 1990 році разом з командою вийшов з Серії C до Серії B, а в 1992 році — до Серії A. У вище вказаному турнірі дебютував 4 вересня 1993 року в програному (1:3) поєдинку проти «Америки Мінейру», в якому також відзначився голом.
У 1994 році перейшов до «Корінтіанса» з Серії B. Наступного року приєднався до «Корітіби», також з Серії B. У тому ж році допоміг команді вийти до Серії А. У сезоні 1996 року представляв «Корітібу» з Ліги Паранаенсе, а напередодні початку матчів у Серії А переїхав до французького «Бордо». У Лізі 1 дебютував 17 серпня 1996 року в нічийному (1:1) поєдинку проти «Меца», а 13 листопада 1996 року в переможному (4:3) проти «Ланса» відзначився своїм єдиним голом у чемпіонаті Франції. У сезонах 1996/97 і 1997/98 роках дійшов з командою до фіналу Кубку французької ліги.
У 1998 році перебрався в турецький «Істанбулспор». У Суперлізі дебютував 8 серпня 1998 року в поєдинку проти «Аданаспору» (1:0). Зіграв три матчі в Суперлізі за «Істанбулспор» і покинув клуб після завершення сезону 1998/99 років. У 2000 році повернувся в «Корітібу», де в тому ж році завершив кар'єру. Після цього залишився в місті, де працював футбольним тренером.

## Статистика виступів
| Змагання  | Дивізіон | Країна    | Матчі | Голи |
| --------- | -------- | --------- | ----- | ---- |
| Серія A   | I        | Бразилія  | 15    | 4    |
| Ліга 1    | I        | Франція   | 61    | 1    |
| Суперліга | I        | Туреччина | 3     | 0    |

## Досягнення
«Парана»
- Серія B
  -  Чемпіон (1): 1992

- Ліга Паранаенсе
  -  Чемпіон (2): 1991, 1993

«Корінтіанс»
- Copa Bandeirantes
  -  Володар (1): 1994